# Сорбція

Механізми абсорбції газ-рідина (a) та адсорбції рідина — тверде тіло (b).

Со́рбція (від лат. Sorbeo — поглинаю) — захоплення газу, пари або розчинених речовин твердим тілом чи рідиною. Тіло, що поглинає називається сорбентом, а речовина, котра поглинається ним — сорбатом (або сорбтивом).

## Загальний опис
Сорбція — поглинання (вбирання) газів, парів та розчинених речовин твердими тілами або рідинами (сорбентами).
Розрізняють:
- адсорбцію — поглинання поверхнею твердого тіла або поглинання на межі розділу рідина — рідина та рідина — газ (пара);
- абсорбцію — поглинання всією масою рідини або твердого тіла;
- хемосорбцію — поглинання з утворенням хімічної сполуки;
- капілярну конденсацію, що виявляється в утворенні рідкої фази в порах та капілярах поглинача.

Сорбція — це сукупність процесів адсорбції, абсорбції, хемосорбції і капілярної конденсації. Поглинаюче тіло називається сорбентом, поглинуте — сорбатом (сорбтивом). Виділення з поверхні адсорбенту раніше адсорбованих речовин внаслідок зміни стану навколишнього середовища називається десорбцією. Кількісно адсорбцію можна оцінити значиною питомої адсорбції, за яку мають кількість речовини, адсорбованої одиницею поверхні або маси адсорбенту в умовах, коли швидкості адсорбції і десорбції однакові. Вплив концентрації речовини на питому адсорбцію можна зобразити за допомогою кривих, що називаються ізотермами адсорбції. В зоні низьких і високих концентрацій при сталих температурі і тиску ці залежності описуються рівнянням ізотерми адсорбції Ленгмюра. Сорбційно-десорбційні процеси рівноважні; рівновага системи адсорбент — розчин визначається коефіцієнтом поділу, який є при даній температурі величиною сталою.
Сорбційні процеси широко застосовуються в промисловості для очищення хім. продуктів, газів, при збагаченні корисних копалин тощо. У водних розчинах роль сорбенту часто виконують колоїди.

## Види сорбції
Розрізняють декілька видів поглинання речовини:
- всією масою рідкого сорбенту (абсорбція);
- поверхневим шаром твердого або рідкого сорбенту (адсорбція);
- поглинання речовини з газового середовища всією масою твердого тіла або розплаву (оклюзія);
- сорбція, що супроводжується хімічною взаємодією сорбенту з речовиною, що поглинається (хемосорбція);
- сорбція пари високопористими тілами (капілярна конденсація).
- вибіркова сорбція — у хімії полімерів — рівноважне явище, що спостерігається в розчинах полімерів у багатокомпонентних розчинниках, коли в різних областях полімерних розчинів склад розчинника є відмінним від складу розчинника, в якому полімер відсутній.

## Термінологія
| Процес                                | поглинання, сорбції занурена                   | Адсорбція, сорбції поверхнева    |
| Дія                                   | Масопередача, поглинаня всього об'єму речовини | Поверхнево зв'язувальні речовини |
| Поглинальна речовина                  | Абсорбент                                      | Адсорбент                        |
| Речовина, що поглинається             | Абсорбат                                       | Адсорбат                         |
| Те ж, що поглинається, у процесі фази | Абсорбтив                                      | Адсорбтив                        |
| Апарати                               | Камера поглинання (поглиначі)                  | Адсорбер (камера адсорбції)      |

## Механізм
У сорбційних процесах різні види сорбції зазвичай відбуваються одночасно. У біологічних системах велику роль відіграє сорбція (адсорбція) певних речовин на поверхні клітин і мембранах внутрішньоклітинних структур, а також сорбція (абсорбція) органелами клітини й молекулами біополімерів. Для біологічних систем характерна висока специфічність (вибірковість) сорбції, що визначається особливостями просторової конфігурації молекул сорбенту. Ці макромолекули відіграють роль рецепторів для відповідного сорбата. Прикладами сорбції може служити зв'язування молекул CO2 хлоропластами при фотосинтезі в рослин, амінокислот — еритроцитами, що переносять їх до тканинних клітин, прикріплення фага до поверхні чутливих до нього бактеріальних клітин й ін.
Сорбційні процеси широко використовують у промисловості для очищення хімічних продуктів, вловлювання пари та газів тощо. Найважливіші тверді сорбенти, здатні до регенерації і широко застосовуються в техніці — активоване вугілля, силікагель, іоніти, цеоліти. Сорбція в гідрометалургії — поглинання цінних компонентів (урану, золота, молібдену тощо) з розчинів пульп при вилуговуванні руд і концентратів. На процесах сорбції базується хроматографія.
Вивчення сорбційних процесів часто базується на аналізі ізотерм сорбції.